# Frederick Drandua
Frederick Drandua, né le 12 août 1943 à Uleppi et mort le 1er septembre 2016 à Kampala est un prélat catholique ougandais, évêque d'Arua de 1986 à 2009.

## Biographie
Frederick Drandua a été ordonné le 9 août 1970 et incardiné au diocèse d'Arua (en).